# Parlamentær
En parlamentær er en forhandler, oftest en officer, der beskyttet af et hvidt parlamentærflag sendes over til fjenden for at forhandle.
| Politik | Spire Denne artikel om politik og ideologi er en spire som bør udbygges. Du er velkommen til at hjælpe Wikipedia ved at udvide den. |